# Katharina Drasdo
Katharina Drasdo (* 1985 in Düsseldorf) ist eine deutsche Designerin, Künstlerin und Professorin an der IU Internationale Hochschule.

## Leben
Katharina Drasdo studierte Kommunikationsdesign an der Bergischen Universität Wuppertal und Philosophie an der Heinrich-Heine Universität Düsseldorf. Sie studierte in Wuppertal unter anderem bei Uwe Loesch, Bernhard Uske sowie Jürg Steiner, bei dem sie später auch Wissenschaftliche Mitarbeiterin am Lehrstuhl Interior- und Exhibition Design war.
Nach ihrem Abschluss arbeitet sie seit 2011 selbstständig mit ihrem Studio für Design und Architekturen Drasdos – Form Follows Us in Düsseldorf, das sie gemeinsam mit ihrem Vater Hagen Drasdo im Jahr 2015 radikal neu positioniert hat. Der Schwerpunkt der Arbeiten des Studios liegt im Bereich Corporate Identity, Ausstellungsgestaltung, temporäre Architektur und Neue Medien.
Seit 2009 unterrichtet Katharina Drasdo Experimentelles Design, Markenentwicklung und temporäre Architektur wechselnd an verschiedenen Hochschulen in Deutschland. Von 2014 bis 2017 lehrte sie an der Hochschule Rhein-Waal das Fach Experimental Design. Seit 2020 ist sie Professorin für Mediendesign an der IU Internationale Hochschule in Dortmund.
Katharina Drasdo hat zahlreiche nationale und internationale Preise für ihre Designs und temporäre Architekturen gewonnen, unter anderem bei den 100 Beste Plakaten, dem Red Dot Design Award, if design award oder dem German Design Award. Ihre Arbeiten wurden in diversen Museen und Ausstellungshäusern ausgestellt, unter anderem im Museum für KommunikationFrankfurt, Museum Folkwang Essen, Museum für Angewandte Kunst (Wien), designforum Vorarlberg (Dornbirn), in der Zürcher Hochschule der Künste, oder der Korea Foundation Seoul.